# April (entreprise)
Pour les articles homonymes, voir April.
April est une entreprise qui vend des produits d’assurance et des prestations d’assistance. Elle appartient au groupe américain KKR depuis avril 2023.

## Histoire
Le groupe APRIL, courtier grossiste en assurance, vend ses produits à un réseau de distributeurs indépendants (les courtiers et les agents généraux). Début 1988, APRIL dispose d’un réseau de 500 courtiers.
Le groupe APRIL est introduit au Second Marché de la Bourse de Paris le 23 octobre 1997.
En 2007, le nouveau siège social est inauguré à Lyon, boulevard Vivier-Merle,. 
En 2011, les 190 agences Mutant Assurance en France sont renommées April Mon assurance ; existent également soixante agences April Santé. 
En 2019, APRIL, Evolem et CVC Capital Partners ont annoncé la conclusion d’un accord en vue du transfert de la participation d’Evolem (représentant 65,13 % du capital d‘APRIL) au bénéfice d’Andromeda Investissements, société de reprise contrôlée par des fonds gérés par CVC Capital Partners dans laquelle Evolem et le management d’APRIL détiennent une part minoritaire. Un nouveau comité exécutif est mis en place avec Eric Maumy à sa tête et un nouveau plan stratégique en 2020.
Début novembre 2020, April entre dans le capital de la start-up Eloa, basée dans le Loiret. Spécialisée dans la numérisation du crédit et de l'assurance en immobilier, Eloa fait partie de la stratégie d'Eric Maumy de transformer April en "une boîte tech de l'assurance", selon son directeur général. Quelques jours après, April rachète le comparateur d'assurance Comparadise à BlackFin Capital Partners, le fonds de private equity spécialisé dans les services financiers.
En 2021, April cède à Malakoff Humanis sa filiale Axéria Prévoyance,.
En novembre 2022, le fonds CVC, actionnaire de l'assureur français, vend le groupe April au fonds KKR pour 2,4 milliards d'euros.
Le fonds KKR devient majoritaire à côté du management et d’actionnaires minoritaires de long terme (Evolem, Arkéa, Thetys Invest, Christian Burrus) qui détiennent un tiers du capital.

## Optimisation fiscale
En 2017, le journal d'investigation locale en ligne Mediacités, en partenariat avec Mediapart qui lui a donné accès aux Malta Files, indique qu'April utilise plusieurs filiales domiciliées à Malte à des fins d'optimisation fiscale. Elles comptent au total cinq salariés mais ont engrangé 97 millions d'euros de profits en huit ans (de 2007 à 2015). L'ensemble de cette structure permet à April, indique Mediacités, de payer moins d'impôts qu'en France : le taux d'imposition maltais est théoriquement de 35 % (contre 33,3 % en France), mais les profits redistribués par une société à ses actionnaires sous forme de dividendes peuvent faire l'objet d'un remboursement important de la part du fisc ; le taux d'imposition réel se situe alors aux alentours de 5,5 %. Sur les 33,6 millions d’euros d’impôts versés par April Mediterranean Limited (la holding d'April à Malte) en huit ans, 28,3 millions lui ont ainsi été remboursés par le fisc maltais ; le même procédé a lieu pour l'année 2016, avec un remboursement de 3,6 millions d’euros. Le groupe April indique que ses pratiques sont légales et explique que la création de filiales à Malte vise à « disposer d’une structure adaptée aux contraintes du portage de risques international et d’une main d’œuvre qualifiée, en bénéficiant de coûts de fonctionnement inférieurs aux autres places européennes »,.
En décembre 2018, l'entreprise informe qu'elle a reçu de l'administration fiscale française un projet de redressement de 69,8 millions d'euros relatif aux activités de réassurance de sa filiale maltaise Axeria Re. Le groupe lyonnais va finalement s’acquitter d’un redressement fiscal de 41,1 millions d’euros, à la suite d'un accord conclu avec le fisc en décembre 2019 après un an de négociations.